# In Another Land
«In Another Land» (рус. В другом краю) — песня рок-группы The Rolling Stones, выпущенная на их альбоме 1967 года Their Satanic Majesties Request.
Песня была написана и спета басистом Биллом Уайменом, и является единственной песней Rolling Stones, на которой он исполняет основной вокал, а также одной из трёх написанных им песен (две другие «Downtown Suzie» и не выпущенная «Goodbye Girl»). 2 декабря 1967 года, ровно за неделю до выпуска альбома, «In Another Land» вышла в качестве сингла под именем Билла Уаймена. На обратной стороне сингла была песня Rolling Stones «The Lantern». Сингл занял 87-ю строчку в американском хит-параде Billboard Hot 100.

## Написание и запись
Песня была записана ночью, когда Уаймен пришёл в студию и обнаружил, что рекорд-сессия была отменена. Расстроенного тем, что он зря потратил время на дорогу, Уаймена, звукорежиссёр Глин Джонс спросил, есть ли что-нибудь, что он хотел бы записать. У Уаймена на тот момент был кусок песни, который он считал космическим и в стиле Satanic Majesties.
Относительно текста Уаймэн объяснил, что идея песни о парне, который пробуждается ото сна и оказывается в другом сне. Песня описывает события, происходящие в состоянии сновидения:
Мы гуляли по песку
И море, и небеса, и дворцы лазурны были
Я стоял и держал руку твою
И брызги вверх взлетали, и перья держались на плаву
 Я стоял и держал руку твою
Билл Уаймен показал песню Мику Джаггеру, Киту Ричардсу и Брайану Джонсу, она им понравилась и было решено включить её в альбом.
При записи песни, Уаймен спел её и сыграл на бас-гитаре, вокалист Small Faces Стив Марриотт сыграл на двенадцатиструнной акустической гитаре и обеспечил бэк-вокал вместе с коллегой по Small Faces Ронни Лейном, Брайан Джонс сыграл на электрооргане, меллотроне и исполнил бэк-вокал, Ники Хопкинс сыграл на фортепиано и клавесине, Чарли Уоттс на барабанах, а Джаггер и Ричардс записали бэк-вокал на поздней стадии записи.
В конце песни слышно как Уаймен храпит. Он не был в курсе, что его храп попал в песню до тех пор, пока не услышал полностью альбом. Позже он узнал, что как-то ночью, когда он уснул в студии, Джаггер и Ричардс записали его храп и поместили в эту песню ради шутки. На сингл версию храп не попал.

## В записи участвовали
In Another Land
- Билл Уаймэн — вокал, бас-гитара
- Чарли Уоттс — барабаны
- Брайан Джонс — орган, меллотрон, гармоничный вокал
- Ники Хопкинс — фортепиано, клавесин
- Стив Марриотт — бэк-вокал, двенадцатиструнная гитара
- Ронни Лейн — бэк-вокал
- Мик Джаггер — бэк-вокал
- Кит Ричардс — бэк-вокал

The Lantern
- Мик Джаггер — вокал, бэк-вокал
- Кит Ричардс — гитара, акустическая гитара, бэк-вокал
- Брайан Джонс — орган, акустическая гитара (на репетиции и ауттейках), духовые, альт-саксофон, колокол
- Билл Уаймэн — бас-гитара, перкуссия
- Чарли Уоттс — барабаны
- Ники Хопкинс — фортепиано